# Ranunculus perelegans
Ranunculus perelegans är en ranunkelväxtart som först beskrevs av Cedercr., och fick sitt nu gällande namn av S. Ericsson. Ranunculus perelegans ingår i släktet ranunkler, och familjen ranunkelväxter. Inga underarter finns listade i Catalogue of Life.